# Jon Cryer
Jonathan Niven "Jon" Cryer (Nova Iorque, 16 de abril de 1965) é um premiado ator norte-americano. Seu trabalho mais célebre é de Alan Harper em Two and a Half Men (2003-2015), pelo qual foi laureado com dois Emmy Awards.
Estreou nos cinemas, em 1984, com a comédia romântica No Small Affair, mas ganhou fama maior com o personagem Duckie em Pretty in Pink, filme escrito por John Hughes. Em 1998, escreveu, produziu e protagonizou o filme Went to Coney Island on a Mission from God... Be Back by Five, o qual foi bem recebido pela crítica.
Mesmo tendo ganhado fama por ter feito esses filmes, ele levou anos para fazer sucesso na televisão; as séries em que ele tinha estrelado (The Famous Teddy Z, Partners e The Trouble With Normal), duraram pouco.
Em 2003, foi escalado para interpretar Alan Harper na sitcom Two and a Half Men, contracenando com Charlie Sheen. Two and a Half Men rendeu a Cryer dois Emmy Awards: um na categoria de melhor ator coadjuvante – série de comédia em 2009 e outro na de "melhor ator – série de comédia" em 2012. Ao todo, Cryer recebeu sete indicações ao Emmy e em 2011 recebeu sua primeira indicação aos Screen Actors Guild Awards pelo seu trabalho na série.

## Biografia
Cryer é filho de Gretchen Cryer, que é dramaturga, compositora, atriz e cantora, e de David Cryer, que é ator, cantor e produtor. Ele também tem duas irmãs, Robin e Shelley. Aos 12 anos, Cryer decidiu que queria seguir a carreira de ator. Quando adolescente, fez cursos no Stagedoor Manor Performing Arts Training Center, por várias vezes e se formou no The Bronx High School of Science em 1983.
Aos 19 anos, fez sua estréia no filme No Small Affair, sendo o protagonista. Após isso, fez participações especiais em alguns filmes para cinema e também para televisão, até ter a grande alavanca em sua carreira com o personagem Phil "Duckie" Dale no filme Pretty in Pink, em 1986. Em uma entrevista para o Daily News, a mãe de Cryer constatou que após esse filme, ela passou a receber mensagens histéricas na sua secretária eletrônica de meninas adolescentes de todo o mundo. Graças a Pretty in Pink, Cryer aos poucos acabou ficando famoso.
Em 1987, interpretou o sobrinho do supervilão Lex Luthor, Lenny Luthor, em Superman IV: The Quest for Peace.  Em 1989, acabou protagonizando a sitcom The Famous Teddy Z, que infelizmente foi um fracasso e cancelada antes até de terminar sua primeira temporada.
Um ano depois, contracenou com Charlie Sheen na comédia Hot Shots!, o qual se tornou um êxito. Cryer também é relacionado com o grupo Brat Pack, por ter feito Pretty in Pink com os membros, Molly Ringwald e Andrew McCarthy, e um teste de cena para o filme St. Elmo's Fire. Em 1993, Cryer foi convocado a fazer um teste para o personagem Chandler Bing da sitcom Friends, enquanto ele estava com uma peça em Londres. Seu teste foi gravado por um agente de elenco, mas a fita acabou não chegando aos EUA antes da produção chegar a uma conclusão final.

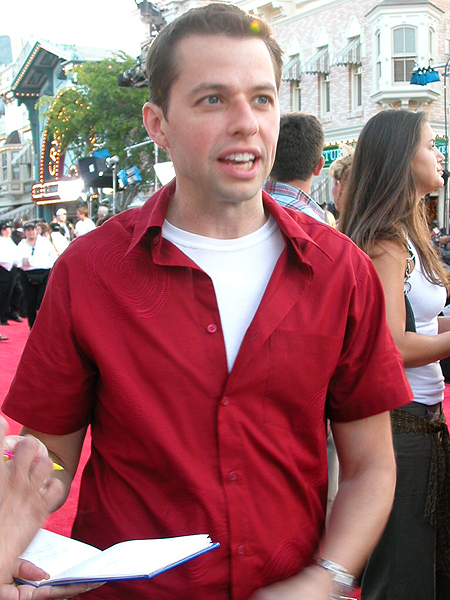
Cryer na premiere de Pirates of the Caribbean: The Curse of the Black Pearl em 2003

Em 1995, foi contratado para fazer Bob na sitcom Partners, que como a sua antecessora The Famous Teddy Z, foi cancelada após a primeira temporada. Em uma entrevista para a Time Out New York, ele constatou: "Ei, toda série em que eu estou é cancelada. Pense em George Clooney que esteve em 28 episódios pilotos, ou algo assim. Isso não significa nada". Depois de participar de séries como Dharma & Greg e The Outer Limits, estreou como roteirista e produtor com o filme Went to Coney Island on a Mission from God... Be Back by Five. O filme teve sua estreia em 1998, no Los Angeles Film Festival, e acabou indo bem de crítica. O crítico Leonard Maltin da Playboy, referiu o filme como "uma tomada de ar fresco".  Em 2000, foi contratado para protagonizar a sitcom The Trouble With Normal, mas pela terceira vez, Cryer estrelou em mais uma série que foi cancelada após sua primeira temporada.
Três anos depois, suas frustradas tentativas em se estabelecer na televisão tiveram seu fim. Contra a vontade dos executivos do canal CBS (por conta de suas séries anteriores que não vingaram), Cryer foi contratado em 2003 para interpretar Alan Harper na comédia Two and a Half Men. No decorrer da série, Cryer foi indicado seis vezes ao Emmy Awards, sendo que em 2009 ganhou o prêmio. Sobre a grande audiência da série, ele disse: "Quando se está em uma série que está lutando para continuar ao ar a cada semana, você para de confiar em si mesmo, pois você pensa: 'Meus instintos não trabalharam o suficiente'. Agora quando o público gosta da série e sua audiência vai lá em cima, aí sim você faz com vontade. Te permite confiar em seus instintos e continuar com o que foi feito pra você".  Antes de ser escalado para Two and a Half Men, Cryer tentou com o personagem Gaius Baltar pra série Battlestar Galactica, mas o papel foi pro ator James Callis. Em 2008, Cryer apareceu com Laurence Fishburne e James Cromwell no filme Tortured e em 2009, contracenou com James Spader no filme Shorts.
Em 2010, fez uma participação especial na série Hannah Montana como Ken Truscott, pai de Lilly (Emily Osment), no episódio "The Wheel Near My Bed (Keeps On Turnin')". Ainda em 2010, Cryer junto com Charlie Sheen, fez uma ponta no filme Due Date, protagonizado por Robert Downey Jr.; Em 2011, voltou a participar de Hannah Montana no episódio "I Am Mamaw, Hear Me Roar!".
Em abril de 2011, fez a peça musical Company, junto com Neil Patrick Harris, Christina Hendricks, Craig Bierko e Martha Plimpton.
Cryer fez uma participação especial na série Husbands em sua segunda temporada. Ele foi inicialmente escalado para dublar o protagonista da animação Planes da DisneyToon Studios, um spin-off da franquia Cars da Pixar, porém foi substituído na produção por Dane Cook.
Em 16 de novembro de 2018, foi anunciado que Cryer havia sido escalado como Lex Luthor na série Supergirl da CW em um papel recorrente. (Ele já havia interpretado Lenny Luthor, sobrinho de Lex Luthor, no filme Superman IV: The Quest for Peace de 1987). Sua primeira aparição se deu no décimo quinto episódio da 4ª temporada, intitulado "O Brother, Where Art Thou?". Ele reprisou o papel nos episódios do crossover Crisis on Infinite Earths do Universo Arrow nas séries Batwoman e The Flash.

### Vida pessoal

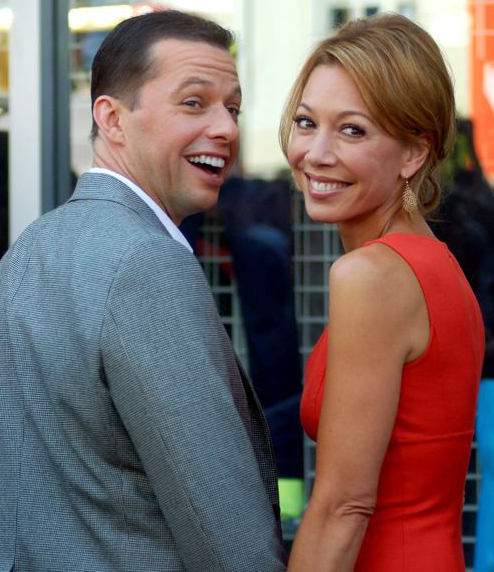
Cryer com a esposa Lisa Joyner em setembro de 2011

Casou com a atriz Sarah Trigger, em 1999, com quem teve um filho, Charlie Austin. O casal acabou se divorciando em 2004. Em fevereiro de 2007, no programa The Tonight Show with Jay Leno, ele anunciou o seu noivado com a repórter Lisa Joyner; o casal se casou no México, em junho do mesmo ano. Em setembro de 2009, foi anunciado que Cryer e Joyner tinham adotado uma bebê chamada Daisy.
No dia 15 de janeiro de 2010, foi delatado que Cryer tinha ido a polícia denunciar a sua ex-esposa, pois acreditava que ela estava envolvida em frequentes ameaças de morte que andavam fazendo a ele. Na semana seguinte, Two and a Half Men foi gravado sem a platéia que era de costume, para a segurança de Cryer.
Conquistou o segundo lugar na lista dos mais bem pagos atores dos EUA com 550 mil dólares por episódio (13,2 milhões por temporada de 24 episódios). O ator só ficou atrás de seu companheiro de Two and a Half Men, Charlie Sheen, que se mantém no topo da lista com 1,25 milhão por episódio.
Durante a eleição presidencial de 2008, Cryer participou de uma arrecadação de fundos organizada pela campanha de McCain e, de acordo com a maioria das reportagens, endossou o senador John McCain. Quando Cryer não fez um apoio público para as eleições de 2012, sua porta-voz disse que o relatório de 2008 alinhando-o com o Partido Republicano foi um "erro" e que Cryer "não era realmente político". Ele compareceu a eventos para Republicanos e Democratas "porque queria ouvir o que ambos os lados tinham a dizer".
Na verdade, os relatórios da Comissão Eleitoral Federal mostram que Cryer doou o valor máximo legal para a campanha de Obama em agosto de 2008. Os registros também mostram que ele contribuiu novamente para a campanha de Obama em 2012, naquele ano na forma de uma contribuição de US$ 40.000 para o Fundo de Vitória de Obama em 2012.
Em relação a Donald Trump, Cryer opinou no episódio de 5 de maio de 2016 do podcast Never Not Funny:
Tenho apontado, e tenho gritado aos quatro ventos, que Donald Trump é o Charlie Sheen da política... Tenho que dizer, eu amo Charlie Sheen, eu amava trabalhar com ele quando ele estava sóbrio, mas ele estava, ele é cheio de merda. Ele tem sido cheio de merda, ele tem um vício sério. Seu vício é obviamente sério, drogas, e, mas, Trump é apenas viciado em se sentir importante. Eu acho que se alguém está sob a ilusão de que ele se importa com alguém na América além de si mesmo, eles estão chapados e precisam repensar suas prioridades, porque é simplesmente ridículo que ele tenha chegado tão longe.
Cryer foi um apoiador ativo da Greve dos roteiristas dos Estados Unidos de 2023 e também um apoiador da Greve da SAG-AFTRA de 2023.

## Filmografia
| Cinema | Cinema                                                        | Cinema                                                            | Cinema                      | Cinema                     |
| Ano    | Título original                                               | Título em português                                               | Papel                       | Nota                       |
| ------ | ------------------------------------------------------------- | ----------------------------------------------------------------- | --------------------------- | -------------------------- |
| 1984   | No Small Affair                                               | br: Um Caso Muito Sério pt: Custou Mas Valeu                      | Charles Cummings            | Primeiro filme             |
| 1985   | Noon Wine                                                     |                                                                   | Jovem Heebert               | Filme para televisão       |
| 1985   | O.C. and Stiggs                                               | pt: Delinquentes em Tempos Quentes                                | Randall Schwab, Jr.         |                            |
| 1986   | Pretty in Pink                                                | br: A Garota de Rosa Shocking pt: A Garota do Vestido Cor-de-Rosa | Phil "Duckie" Dale          |                            |
| 1987   | Morgan Stewart's Coming Home                                  | pt: Guerra no Quintal                                             | Morgan Stewart              |                            |
| 1987   | Superman IV: The Quest for Peace                              | br: Superman IV - Em Busca da Paz                                 | Lenny Luthor                |                            |
| 1987   | Dudes                                                         | br: Caminhos da Violência pt: Assalto na Noite                    | Grant                       |                            |
| 1987   | Hiding Out                                                    | br: Fugindo da Máfia                                              | Andrew Morenski/ Max Houser |                            |
| 1988   | Rap Master Ronnie: A Report Card                              |                                                                   |                             | Lançamento em vídeo        |
| 1989   | Penn & Teller Get Killed                                      | br: Perseguidos por Acaso                                         | 3º garoto da fraternidade   |                            |
| 1991   | Hot Shots!                                                    | br: Top Gang - Ases Muito Loucos pt: Ases Pelos Ares              | Jim "Wash Out" Pfaffenbach  |                            |
| 1993   | The Waiter                                                    |                                                                   | Tommy Kazdan                |                            |
| 1993   | Heads                                                         |                                                                   | Guy Franklin                | Filme para televisão       |
| 1996   | The Pompatus of Love                                          | br: Confissões de Quatro Apaixonados                              | Mark                        | Também escreveu            |
| 1996   | Cannes Man                                                    |                                                                   | Ele mesmo                   | Participação especial      |
| 1997   | Plan B                                                        |                                                                   | Stuart Winer                |                            |
| 1998   | Went to Coney Island on a Mission from God... Be Back by Five |                                                                   | Daniel                      | Também escreveu e produziu |
| 1998   | Holy Man                                                      | br: Santo Homem pt: O Guru                                        | Barry                       |                            |
| 2000   | Clayton                                                       |                                                                   |                             |                            |
| 2001   | Glam                                                          | br: Glam - Roteiro de uma Obsessão                                | Jimmy Pells                 |                            |
| 2003   | The Metro Chase                                               |                                                                   | Sr. Stamm                   | Filme para televisão       |
| 2008   | Unstable Fables: 3 Pigs and a Baby                            | br: Fábulas Instáveis: Três Porquinhos e um Bebê                  | Richard Pig                 | Voz                        |
| 2008   | Tortured                                                      | br: Torturado                                                     | Brian                       |                            |
| 2009   | Weather Girl                                                  | br: A Garota do Tempo                                             | Charles                     |                            |
| 2009   | Shorts                                                        | br: A Pedra Mágica                                                | Papai Thompsom              |                            |
| 2009   | Stay Cool                                                     | br: E Se o Amor Acontece                                          | Javier                      |                            |
| 2010   | Due Date                                                      | br: Um Parto de Viagem pt: A Tempo e Horas                        | Alan Harper                 | Participação especial      |
| 2013   | Ass Backwards                                                 | br: Amigas Inseparáveis                                           | Dean Morris                 |                            |
| 2014   | Hit by Lightning                                              | Ricky Miller                                                      |                             |                            |
| 2019   | Big Time Adolescence                                          | br: Amizade Adolescente                                           | Reuben Harris               |                            |
| 2021   | 18½                                                           | H. R. Haldeman                                                    | Voz                         |                            |
| 2024   | Brats                                                         | Ele mesmo                                                         | Documentário                |                            |

| Televisão | Televisão                          | Televisão               | Televisão |
| Ano       | Título                             | Papel                   | Nota |
| --------- | ---------------------------------- | ----------------------- | --- |
| 1986      | Amazing Stories                    | Phil                    | Episódio: "Miscalculation" |
| 1989–1990 | The Famous Teddy Z                 | Teddy Zakalokis         | 20 episódios |
| 1995–1996 | Partners                           | Bob                     | 22 episódios Também produziu |
| 1996      | The Outer Limits                   | Trevor McPhee           | Episódio: "Vanishing Act" |
| 1997      | It's Good to Be King               | Mort                    | |
| 1997      | Dharma & Greg                      | Brian                   | Episódio: "Shower the People You Love with Love" |
| 1998      | Getting Personal                   | Sam Wagner              | Episódio: "Sam I am" Também produziu |
| 1998      | Hercules: The Animated Series      | The Winged Wolwes       | Episódio: "Hercules and the Underworld Takeover" |
| 1998      | Mr. Show with Bob & David          | Duckie                  | Episódio: "It's Perfectly Understandishable" |
| 1998      | Two Guys and a Girl                | Justin                  | Episódio: "Two Guys, a Girl and a Thanksgiving" |
| 2000 2010 | Family Guy                         | Kevin Swanson Ele mesmo | Episódio: "There's Something About Paulie" Episódio: "Brian Griffin's House of Payne" |
| 2000–2001 | The Trouble With Normal            | Zack Mango              | 13 episódios |
| 2002      | Andy Ritcher Controls the Universe | Lemuel Praeger          | Episódio: "Gimme a C" |
| 2002      | The Practice                       | Terry Pender            | Episódio: "Of Thee I Sing" |
| 2003      | Becker                             | Roger                   | Episódio: "Chris' Ex" |
| 2003      | Hey Joel                           | Joel Stein              | Voz |
| 2003      | Stripperella                       | Clifton                 | Voz |
| 2003–2015 | Two and a Half Men                 | Alan Harper             | 262 episódios Dirigiu três episódios (2007–2009) Primetime Emmy Award de melhor ator coadjuvante – série de comédia (2009) Primetime Emmy Award de melhor ator – série de comédia (2012) Indicado – Primetime Emmy Award de melhor ator coadjuvante – série de comédia (2006, 2007, 2008, 2010, 2011) Indicado – SAG Award de melhor ator em série de comédia |
| 2005 2006 | Danny Phantom                      | Freakshow               | Episódio: "Reality Trip" Episódio: "Control Freaks" |
| 2006 2009 | American Dad!                      | Quacky Desk Clerk       | Episódio: "It's Good to Be Queen" Episódio: "Chimdale" |
| 2010 2011 | Hannah Montana                     | Ken Truscott            | Episódio: "The Wheel Near My Bed (Keeps on Turning)" Episódio: "I Am Mamaw, Hear Me Roar!" |
| 2012      | Husbands                           | Vic Del Rey             | Episódios: "The Straightening" "A Better Movie of What We’re Like" |
| 2013      | Mom                                | Ele mesmo               | Episódio: "Pilot" Dirigiu 1 Episódio: "Corned Beef and Handcuffs" |
| 2015      | NCIS - 13ª temporada               | Dr. Cyril Taft          | 3 episódios |
| 2016      | The Ranch (Netflix)                | Bill Jensen             | 2 episódios |
| 2019-2021 | Supergirl                          | Lex Luthor              | 20 episódios Saturn Award de Melhor Ator Convidado na Televisão (2021) Indicado – Saturn Award de Melhor Ator Convidado na Televisão (2019) Indicado – Teen Choice Award de Melhor Vilão da TV (2019) |
| 2019      | Batwoman                           | Lex Luthor              | Temporada 1 Episódio: "Crisis on Infinite Earths: part 2" |
| 2019      | The Flash                          | Lex Luthor              | Temporada 6 Episódio: "Crisis on Infinite Earths: part 3" |
| 2020      | Arrow                              | Lex Luthor              | Temporada 8 Episódio: "Crisis on Infinite Earths: part 4" |
| 2020      | Legends of Tomorrow                | Lex Luthor              | Temporada 5 Episódio: "Crisis on Infinite Earths: part 5" |
| 2020      | The Forgotten West Memphis Three   | —                       | Documentário de minissérie de televisão (produtor executivo) |
| 2021      | The Kominsky Method                | Ele mesmo               | Episódio: "Chapter 22. The fundamental things apply" |
| 2023–2024 | Extended Family                    | Jim Kearney             | 13 episódios (produtor executivo) |

## Teatro
| Ano  | Título                 | Papel         | Local                                                       |
| ---- | ---------------------- | ------------- | ----------------------------------------------------------- |
| 1983 | Torch Song Trilogy     | David         | Turnê nacional nos EUA                                      |
| 1983 | Brighton Beach Memoirs | Eugene Jerome | Alvin Theatre                                               |
| 1990 | Carnal Knowledge       | Sandy         | Kaufman Theater                                             |
| 1994 | 900 Oneonta            | Gitlo         | Old Vic                                                     |
| 1999 | Bluff                  | Neal          | Victory Gardens Theater                                     |
| 2011 | Company                | David         | Concerto com a Filarmônica de Nova Iorque no Lincoln Center |

## Livro
- So That Happened: A Memoir (2015) - Berkley – ISBN 0-45-147235-7.